# 卢博什·拉钱斯基
卢博什·拉钱斯基（捷克語：Luboš Račanský，1964年3月13日—），捷克男子射击运动员。他曾代表捷克斯洛伐克、捷克参加1988年、1992年和1996年夏季奥林匹克运动会射击比赛，其中1992年奥运会获得一枚铜牌。